# 고정자

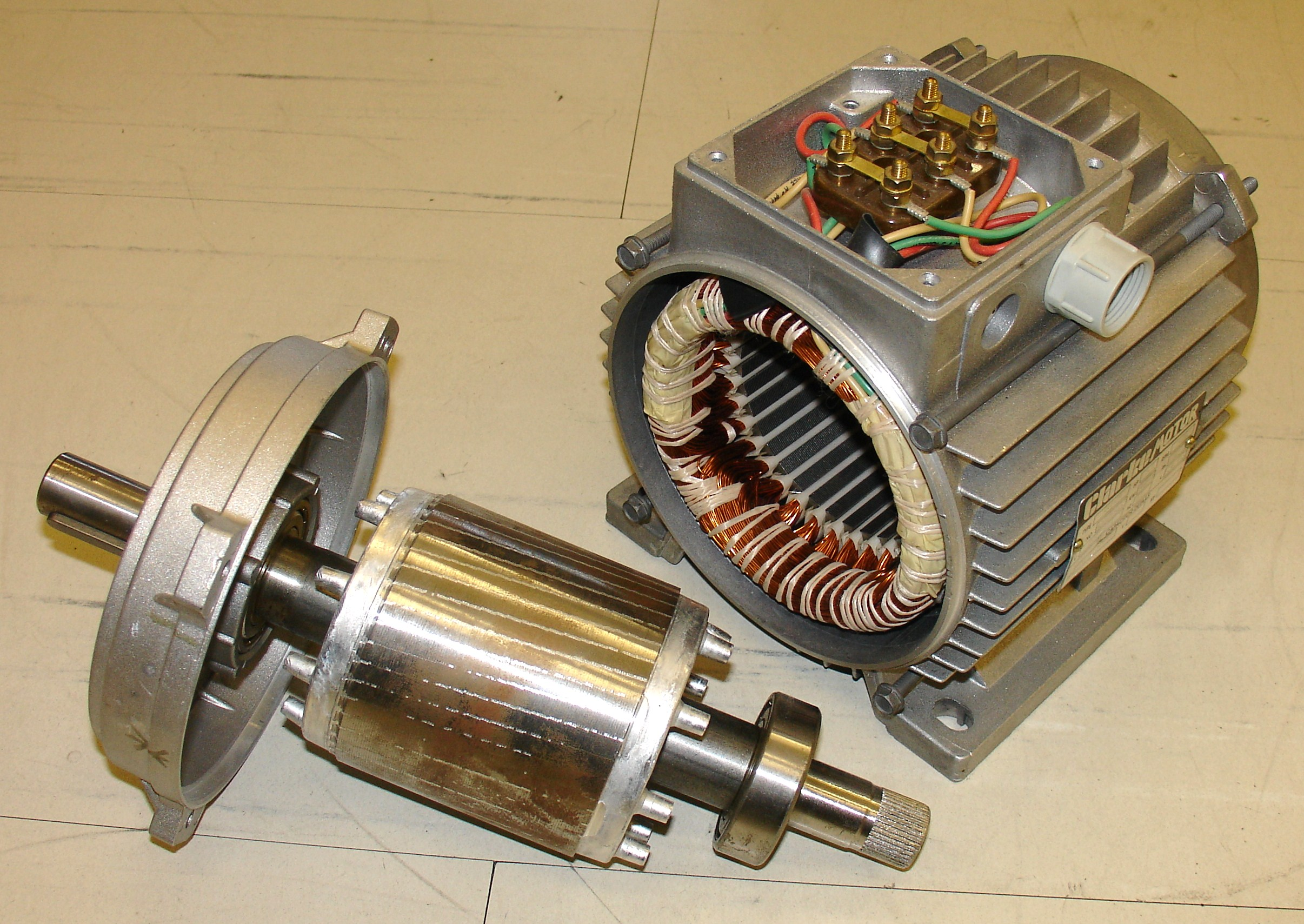
회전자와 고정자

고정자는 발전기, 전동기, 사이렌 또는 생물학적인 회전자에 있는 회전 시스템의 고정 부분이다.

## 전동기에서

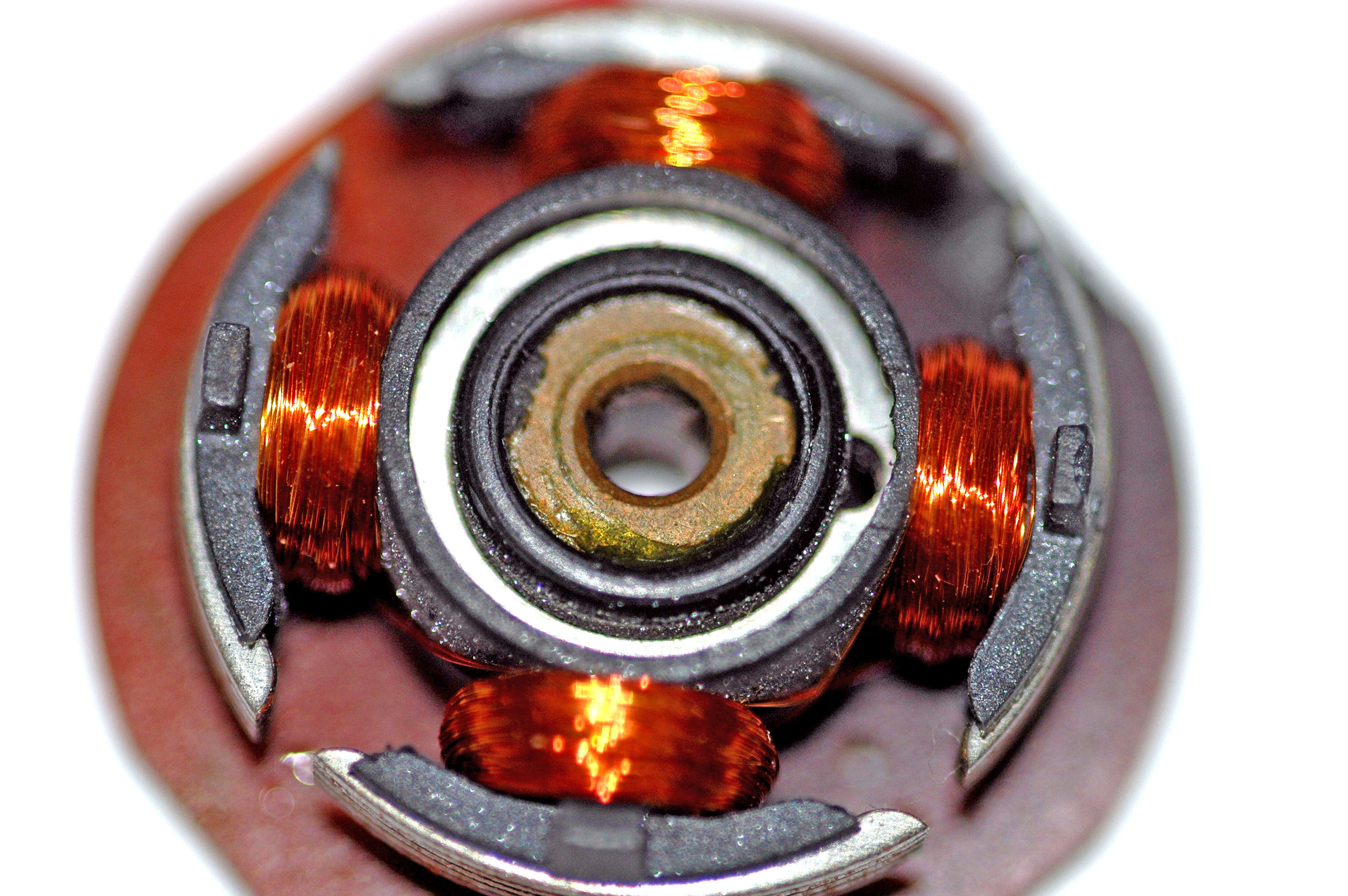
고정자 코일

정류자는 전류가 증가함에 따라 더 커지고 견고하게 한다.
이러한 장치의 고정자는 영구 자석 또는 전자석 일수도 있다.

## 같이 보기
- 유도전동기